# Bannwald Wehratal
Der Bannwald Wehratal ist ein Naturschutzgebiet bei Wehr (Baden) im Landkreis Waldshut.

## Kenndaten
Das Naturschutzgebiet wurde mit Verordnung des Regierungspräsidiums Freiburg vom 24. September 1982 ausgewiesen und hat eine Größe von rund 120 Hektar. Es wird unter der Schutzgebietsnummer 3.122 geführt. Der CDDA-Code für das Naturschutzgebiet lautet 81358 und entspricht der WDPA-ID.

## Lage
Das Naturschutzgebiet Bannwald Wehratal erstreckt sich nördlich der Stadt Wehr (Baden). Es umfasst aber nur den landschaftlich großartigsten Teil der Wehratalschlucht, die als Ganzes zwischen Todtmoos-Au und Wehr unter Landschaftsschutz steht. Durch rückschreitende Erosion in das Grundgebirge hat die Wehra in diesem Abschnitt eine tiefe Felsenklamm geschaffen. Mit den Felstürmen und Felsrippen hat die Landschaft fast alpinen Charakter.

## Schutzzweck
Wesentlicher Schutzzweck ist die Erhaltung und Sicherung des Bannwald Wehratal
1. als Lebensraum für zahlreiche, zum Teil sehr seltene und vom Aussterben bedrohte Tier- und Pflanzenarten;
2. als naturhafter Landschaftsteil von besonderer Eigenart und Schönheit;
3. als Gebiet von hervorragender Bedeutung für die Wissenschaft.

## Arteninventar
Im Naturschutzgebiet Bannwald Wehratal wurden folgende Arten erfasst:
- Höhere Pflanzen/Farne

Angelica sylvestris (Wilde Engelwurz), Anthyllis vulneraria (Gewöhnlicher Wundklee), Arabis glabra (Turmkraut), Arum maculatum (Aronstab), Aruncus dioicus (Wald-Geißbart), Asplenium ruta-muraria (Mauerraute), Asplenium scolopendrium (Hirschzunge), Asplenium septentrionale (Nordischer Strichfarn), Asplenium trichomanes (Schwarzstieliger Strichfarn), Asplenium viride (Grüner Strichfarn), Blechnum spicant (Rippenfarn), Caltha palustris (Sumpf-Dotterblume), Campanula rotundifolia agg. (Artengruppe Rundblättrige Glockenblume), Campanula trachelium (Nesselblättrige Glockenblume), Carex brachystachys (Kurzährige Segge), Cephalanthera longifolia (Schwertblättriges Waldvöglein), Chrysosplenium alternifolium (Wechselblättriges Milzkraut), Chrysosplenium oppositifolium (Gegenblättriges Milzkraut), Digitalis grandiflora (Großblütiger Fingerhut), Digitalis purpurea (Roter Fingerhut), Hieracium schmidtii (Blasses Habichtskraut), Huperzia selago (Tannen-Bärlapp), Juniperus communis (Gewöhnlicher Wacholder), Leucojum vernum (Märzenbecher), Linaria vulgaris (Gewöhnliches Leinkraut), Lunaria rediviva (Wildes Silberblatt), Melampyrum pratense (Wiesen-Wachtelweizen), Monotropa hypopitys (Echter Fichtenspargel), Neottia nidus-avis (Nestwurz), Platanthera bifolia (Weiße Waldhyazinthe), Polygonatum multiflorum (Vielblütige Weißwurz), Polystichum aculeatum agg. (Artengruppe Gelappter Schildfarn), Polystichum braunii (Zarter Schildfarn), Primula elatior (Große Schlüsselblume), Ranunculus aconitifolius (Eisenhutblättriger Hahnenfuß), Rosa pendulina (Gebirgs-Rose), Sedum dasyphyllum (Dickblättrige Fetthenne), Sedum telephium agg. (Artengruppe Purpur-Fetthenne), Silene nutans (Nickendes Leimkraut), Silene rupestris (Felsen-Leimkraut), Sorbus aria (Echte Mehlbeere), Valeriana tripteris (Dreischnittiger Baldrian), Vincetoxicum hirundinaria (Schwalbenwurz), Viscum album subsp. abietis (Tannen-Mistel)